# Gabriele Hoffmann (Schauspielerin)
Gabriele Marianne Hoffmann (* 10. Oktober 1926 in Leipzig; † 1. März 2019) war eine deutsche Schauspielerin.

## Leben und Wirken
Gabriele Hoffmann nahm nach dem Abitur privaten Schauspielunterricht bei Else Smitt, Martina Otto und Ludwig Anschütz, zudem erhielt sie Unterricht in Ausdruckstanz von Mary Wigman. Ihr Debüt gab sie 1947 in Wurzen am dortigen Neuen Theater als Elisabeth in Die große Nummer. Später spielte sie an den Stadttheatern von Staßfurt und Zittau sowie an den Landesbühnen Sachsen in Radebeul.
In Staßfurt spielte sie unter anderem Recha in Nathan der Weise und Eve in Der zerbrochne Krug, in Zittau Thekla in Carl Sternheims Bürger Schippel sowie die Kurtisane in Die Komödie der Irrungen, an den Landesbühnen Sachsen Radebeul Viola in Was ihr wollt. Sie war in den 1950er Jahren mit dem Dramaturgen Klaus Eidam verheiratet und wirkte in mehreren DEFA-Filmen mit. Als Lilo Kirschner verkörperte sie eine der drei Titelrollen in der Komödie Drei Mädchen im Endspiel.
Nach der Scheidung von Eidam heiratete Gabriele Hoffmann den Artisten und Musiker Henare Gilbert, einen Maori, der 1953 nach Europa gekommen war. 1961 wanderte sie mit ihrem Mann und den beiden gemeinsamen Kindern nach Neuseeland und einige Jahre später nach Australien aus. Dort war sie nicht mehr schauspielerisch tätig, sondern arbeitete als Sekretärin. Nach dem Tod ihres Mannes im Jahr 1978 ging sie in den 1980er Jahren mit Thomas Marshall ihre dritte Ehe ein. Die seit 1993 erneut verwitwete Gabriele Marshall starb 2019 und wurde auf dem Macquarie Park Cemetery in Sydney beigesetzt.

## Filmografie
- 1956: Drei Mädchen im Endspiel
- 1956: Johnny Belinda (Fernsehfilm)
- 1957: Kasperle reißt aus
- 1957: Die Schönste
- 1958: Helenchen ist glücklich
- 1958: Das Lied der Matrosen
- 1959: Kapitäne bleiben an Bord
- 1959: Musterknaben
- 1959: Hochzeit in Bostelwetz
- 1961: Die Liebe und der Co-Pilot